# Sidi Chami
Sidi Chami è un comune dell'Algeria, situato nella provincia di Orano.
Vi ha soggiornato Vittorio Sereni durante la sua prigionia nella Seconda guerra mondiale.